# Thierry Henry
Thierry Daniel Henry (n. 17 august 1977, Les Ulis, Île-de-France, Franța) este un fotbalist francez retras din activitate, care a jucat pe post de atacant la echipe ca Arsenal, Monaco și New York Red Bulls. Pe plan internațional, are prezențe la națională pentru Franța U17⁠(d), Franța U18⁠(d), Franța U19⁠(d), Franța U20⁠(d), Franța U21⁠(d) și Franța. După încheierea carierei, a devenit antrenor, și a antrenat, printre altele, Echipa națională de fotbal a Belgiei, echipa națională de fotbal under-21 a Franței⁠(d) și Montréal.
În cariera sa el a jucat pentru cluburile Monaco, Juventus, Barcelona, New York Red Bulls și a petrecut opt ani la Arsenal, fiind golgheterul all-time al clubului.
Thierry Henry juca pe postul de atacant sau extremă și a fost component de bază al reprezentativei Franței între 1997–2010.
Cu naționala Franței Henry a câștigat Cupa Mondială din 1998 și Euro 2000 și este considerat unul dintre cei mai buni fotbaliști din lume. În octombrie 2007, el l-a surclasat pe Michel Platini în topul all-time al golgheterilor naționalei Franței. El s-a retras de la națională după Campionatul Mondial de Fotbal 2010. În afara gazonului, ca urmare a propriei experiențe de viață, se implică activ în lupta împotriva rasismului în fotbal.

## Primii ani

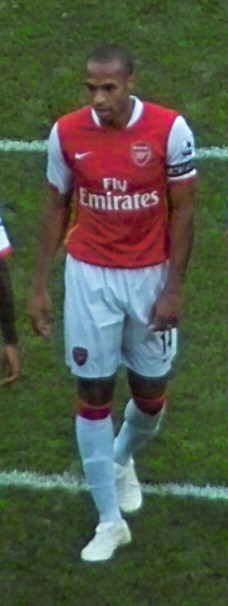
Thierry Henry la Arsenal Londra

Henry este de etnie Antileană: tatăl său, Antoine, este din Guadeloupe (insula La Désirade), și mama sa, Maryse, este din Martinique. El a fost născut și crescut în Les Ulis o suburbie a Parisului care, în ciuda că uneori este văzut ca fiind un cartier dur, facilitățile fotbalului sunt bune. La vârsta de șapte ani, Henry a arătat un mare potențial, determinându-l pe Claude Chezelle să-l recruteze la clubul local CO Les Ulis. Tatăl său l-a presat să participe la pregătirea profesională, deși tânărul nu a fost deosebit de atras de fotbal. El s-a alăturat celor de la Us Palaiseau în 1989, dar după un an tatăl său a căzut de acord cu clubul, așa că Henry sa mutat la ES Viry-Châtillon și a jucat acolo doi ani. Antrenorul lui US Palaiseau Jean-Marie Panza, mentorul lui Henry, l-a urmat acolo.

## Cariera de club

### Monaco (1992–1999) și Juventus (1999)
Henry a atras atenția clubului AS Monaco, cu care a semnat în 1990. Debutând ca profesionist în 1994, a stat la Monaco până în 1998, când a fost chemat și la echipa națională. Henry s-a transferat apoi la echipa italiană Juventus, dar după un sezon dezamăgitor, în care a jucat mijlocaș lateral, nu atacant, a semnat cu Arsenal, pentru 10,5 milioane de lire sterline, în 1999.

### Arsenal (1999–2007)
La Arsenal, Henry a devenit un jucător de talie mondială. Inițial, a avut probleme de adaptare în Premiership, dar în scurt timp a devenit golgheterul echipei în aproape toate sezoanele petrecute acolo. Mentorul și antrenorul său, francezul Arsène Wenger, l-a ajutat să devină un marcator prolific, cel mai bun marcator din istoria lui Arsenal, cu 226 de goluri. Împreună cu „Tunarii”, Henry a câștigat două titluri naționale și trei cupe FA. A fost de asemenea nominalizat de două ori pentru premiul Jucătorul Anului FIFA și a primit de două ori premiul Barclay pentru cel mai bun jucător din Premiership. În ultimele două sezoane petrecute la Arsenal, Henry a fost căpitanul echipei, pe care a condus-o spre finala Ligii Campionilor UEFA în 2006.

### Barcelona (2007–2010)

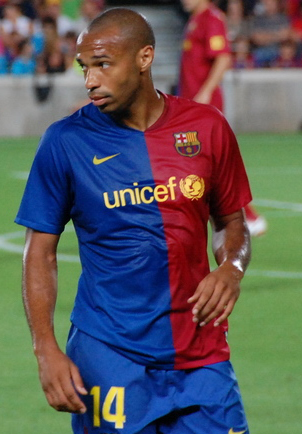
Thierry Henry la Barcelona

În iunie 2007, după opt ani la Arsenal, atacantul francez s-a transferat la FC Barcelona, pentru 16,1 milioane de lire sterline. Alături de Barcelona a câștigat și singurul trofeu important care îi lipsea din palmares, Liga Campionilor, cucerit în 2009.

### New York Red Bulls (2010–2012)

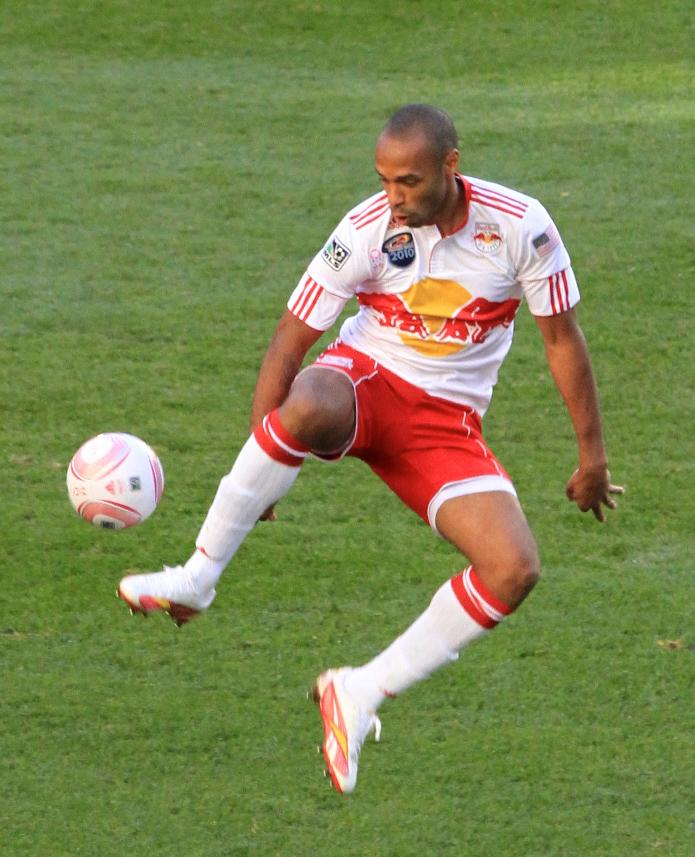
Henry jucând la New York Red Bulls în 2011

Pe 13 iulie 2010 a semnat un contract pe mai multe sezoane cu echipa din Major League Soccer, New York Red Bulls..

### Arsenal (2012)
Pe 6 ianuarie 2012, managerul echipei Arsenal, Arsène Wenger a declarat că atacantul francez, cel mai bun marcator din istoria "tunarilor" va semna un contract valabil două luni cu gruparea londoneză. Un factor major care a contribuit la finalizarea acestui împrumut a fost că New York Red Bulls a fost eliminată din play-off-ul campionatului nord american, iar sezonul în Major League Soccer începe abia pe 10 martie. Wenger l-a dorit mult pe Henry pentru ca francezul să acopere plecările lui Gervinho și Marouane Chamakh la Cupa Africii. El a marcat primul său gol în meciul din FA Cup cu Leeds United în minutul 78, la numai zece minute după ce a intrat pe teren în locul lui Chamakh.

## Palmares

### Monaco
- Ligue 1 (1): 1996–97
- Supercupa Franței (1): 1997

### Arsenal
- FA Premier League (2): 2001–02, 2003–04
- FA Cup (3): 2001–02, 2002–03, 2004–05
- FA Community Shield (2): 2002, 2004

### Barcelona
- La Liga (2): 2008–09, 2009–10
- Copa del Rey (1): 2008–09
- Supercopa de España (1): 2009
- Liga Campionilor UEFA (1): 2008–09
- Supercupa Europei (1): 2009
- Campionatul Mondial al Cluburilor FIFA (1): 2009

New York Red Bulls
- MLS Eastern Conference (2): 2010, 2013
- MLS Supporters' Shield (1): 2013

### Internațional
Franța
- Campionatul Mondial de Fotbal (1): 1998

Finalist (1): 2006
- Campionatul European de Fotbal (1): 2000
- Cupa Confederațiilor FIFA (1): 2003
- Trofeul Hassan II (1): 2000

### Individual
- Gheata de Aur: 2003-2004, 2004-2005 (împărțit cu Diego Forlán)
- UNFP Ligue 1 Young Player of the Year (1): 1996–97
- PFA Players' Player of the Year (2): 2002–03, 2003–04
- PFA Team of the Year (6): 2000–01, 2001–02, 2002–03, 2003–04, 2004–05, 2005–06
- FWA Footballer of the Year (3): 2002–03, 2003–04, 2005–06
- Premier League Golden Boot (4): 2001–02, 2003–04, 2004–05, 2005–06.
- Golden Boot Landmark Award 10 (1): 2004–05
- Golden Boot Landmark Award 20 (1): 2004–05
- Premier League Player of the Month (4): aprilie 2000, septembrie 2002, ianuarie 2004, aprilie 2004
- Goal of the Season (1): 2002–03
- UEFA Team of the Year (5): 2001, 2002, 2003, 2004, 2006
- MLS Best XI (2): 2011, 2012
- MLS Player of the Month (1): martie 2012
- Best MLS Player ESPY Award (1): 2013
- Onze d'Or (2): 2003, 2006
- European Golden Boot (2): 2003–04, 2004–05
- French Player of the Year (5): 2000, 2003, 2004, 2005, 2006
- IFFHS World's Top Goal Scorer of the Year (1): 2003
- FIFA FIFPro World XI (1): 2006
- FIFA World Cup All-Star Team (1): Germany 2006
- FIFA Confederations Cup Golden Ball (1): France 2003
- FIFA Confederations Cup Golden Shoe (1): France 2003
- UEFA European Football Championship Team of the Tournament (1): 2000
- FIFA 100 : 2004
- Time 100 Heroes & Pioneers no.16 : 2007
- English Football Hall of Fame : 2008
- Premier League 10 Seasons Awards (1992–93 – 2001–02)
  - Overseas Team of the Decade
- Premier League 20 Seasons Awards
  - Fantasy Team (Panel choice)
  - Fantasy Team (Public choice)
- Légion d'Honneur : 1998

## Statistici carieră

### Club
La 10 noiembrie 2014.
| Club               | Sezon         | Campionat | Campionat | Cupă    | Cupă   | Continental | Continental | Total   | Total  |
| Club               | Sezon         | Meciuri   | Goluri    | Meciuri | Goluri | Meciuri     | Goluri      | Meciuri | Goluri |
| ------------------ | ------------- | --------- | --------- | ------- | ------ | ----------- | ----------- | ------- | ------ |
| Monaco             | 1994–95       | 8         | 3         | 0       | 0      | 0           | 0           | 8       | 3      |
| Monaco             | 1995–96       | 18        | 3         | 3       | 0      | 1           | 0           | 22      | 3      |
| Monaco             | 1996–97       | 36        | 9         | 3       | 0      | 9           | 1           | 48      | 10     |
| Monaco             | 1997–98       | 30        | 4         | 5       | 0      | 9           | 7           | 44      | 11     |
| Monaco             | 1998–99       | 13        | 1         | 1       | 0      | 5           | 0           | 19      | 1      |
| Monaco             | Total         | 105       | 20        | 12      | 0      | 24          | 8           | 141     | 28     |
| Juventus           | 1998–99       | 16        | 3         | 3       | 0      | 0           | 0           | 19      | 3      |
| Juventus           | Total         | 16        | 3         | 3       | 0      | 0           | 0           | 19      | 3      |
| Arsenal            | 1999–2000     | 31        | 17        | 5       | 1      | 11          | 8           | 47      | 26     |
| Arsenal            | 2000–01       | 35        | 17        | 4       | 1      | 14          | 4           | 53      | 22     |
| Arsenal            | 2001–02       | 33        | 24        | 5       | 1      | 11          | 7           | 49      | 32     |
| Arsenal            | 2002–03       | 37        | 24        | 6       | 1      | 12          | 7           | 55      | 32     |
| Arsenal            | 2003–04       | 37        | 30        | 4       | 4      | 10          | 5           | 51      | 39     |
| Arsenal            | 2004–05       | 32        | 25        | 2       | 0      | 8           | 5           | 42      | 30     |
| Arsenal            | 2005–06       | 32        | 27        | 2       | 1      | 11          | 5           | 45      | 33     |
| Arsenal            | 2006–07       | 17        | 10        | 3       | 1      | 7           | 1           | 27      | 12     |
| Arsenal            | Total         | 254       | 174       | 31      | 10     | 84          | 42          | 369     | 226    |
| Barcelona          | 2007–08       | 30        | 12        | 7       | 4      | 10          | 3           | 47      | 19     |
| Barcelona          | 2008–09       | 29        | 19        | 1       | 1      | 12          | 6           | 42      | 26     |
| Barcelona          | 2009–10       | 21        | 4         | 3       | 0      | 8           | 0           | 32      | 4      |
| Barcelona          | Total         | 80        | 35        | 11      | 5      | 30          | 9           | 121     | 49     |
| New York Red Bulls | 2010          | 11        | 2         | 1       | 0      | 0           | 0           | 12      | 2      |
| New York Red Bulls | 2011          | 26        | 14        | 3       | 1      | 0           | 0           | 29      | 15     |
| New York Red Bulls | 2012          | 25        | 15        | 2       | 0      | 0           | 0           | 27      | 15     |
| New York Red Bulls | 2013          | 30        | 10        | 2       | 0      | 0           | 0           | 32      | 10     |
| New York Red Bulls | 2014          | 30        | 10        | 5       | 0      | —           | —           | 35      | 10     |
| New York Red Bulls | Total         | 122       | 51        | 13      | 1      | 0           | 0           | 135     | 52     |
| Arsenal (împrumut) | 2011–12       | 4         | 1         | 2       | 1      | 1           | 0           | 7       | 21     |
| Arsenal (împrumut) | Total         | 258       | 1751      | 33      | 11     | 85          | 42          | 376     | 2281   |
| Total carieră      | Total carieră | 581       | 2841      | 72      | 17     | 139         | 59          | 792     | 3601   |

1One of Henry's goluri în Arsenal's 7–1 win over Blackburn Rovers was given as an own goal to Scott Dann, which took his club figure down to 228 goals.

### Internațional
La 23 decembrie 2011.
| Echipa națională | Sezon   | Meciuri | Goluri |
| ---------------- | ------- | ------- | ------ |
| Franța U20       | 1996–97 | 5       | 3      |
| Total            | Total   | 5       | 3      |
| Franța           | 1997    | 1       | 0      |
| Franța           | 1998    | 10      | 2      |
| Franța           | 1999    | 0       | 0      |
| Franța           | 2000    | 14[A]   | 6      |
| Franța           | 2001    | 7       | 3      |
| Franța           | 2002    | 10      | 3      |
| Franța           | 2003    | 14      | 11     |
| Franța           | 2004    | 13      | 3      |
| Franța           | 2005    | 6       | 3      |
| Franța           | 2006    | 16      | 8      |
| Franța           | 2007    | 6       | 5      |
| Franța           | 2008    | 11      | 4      |
| Franța           | 2009    | 9       | 3      |
| Franța           | 2010    | 6       | 0      |
| Total            | Total   | 123     | 51     |

Note
A Includes one appearance from the match against FIFA XI on 16 august 2000 which FIFA and the French Football Federation count as an official friendly match.

#### Goluri date în competiții amicale/preliminare/finale

##### Under–20
| #  | Data          | Stadion                  | Oponent       | Golul | Rezultat | Competiția                              |
| -- | ------------- | ------------------------ | ------------- | ----- | -------- | --------------------------------------- |
| 1. | 19 iunie 1997 | Sarawak Stadium, Kuching | Coreea de Sud | 1–0   | 4–2      | Campionatul Mondial de Tineret din 1997 |
| 2. | 19 iunie 1997 | Sarawak Stadium, Kuching | Coreea de Sud | 3–0   | 4–2      | Campionatul Mondial de Tineret din 1997 |
| 3. | 22 iunie 1997 | Sarawak Stadium, Kuching | Africa de Sud | 3–1   | 4–2      | Campionatul Mondial de Tineret din 1997 |

##### Seniori
| #   | Data               | Stadion                                   | Oponent           | Golul | Rezultat | Competiția                                             |
| --- | ------------------ | ----------------------------------------- | ----------------- | ----- | -------- | ------------------------------------------------------ |
| 1.  | 12 iunie 1998      | Stade Vélodrome, Marseille                | Africa de Sud     | 3–0   | 3–0      | Campionatul Mondial de Fotbal 1998                     |
| 2.  | 18 iunie 1998      | Stade de France, Saint-Denis              | Arabia Saudită    | 1–0   | 4–0      | Campionatul Mondial de Fotbal 1998                     |
| 3.  | 18 iunie 1998      | Stade de France, Saint-Denis              | Arabia Saudită    | 3–0   | 4–0      | Campionatul Mondial de Fotbal 1998                     |
| 4.  | 29 martie 2000     | Hampden Park, Glasgow                     | Scoția            | 1–0   | 2–0      | Meci amical                                            |
| 5.  | 6 iunie 2000       | Stade Mohamed V, Casablanca               | Maroc             | 1–0   | 5–1      | Meci amical                                            |
| 6.  | 11 iunie 2000      | Stadionul Jan Breydel, Bruges             | Danemarca         | 2–0   | 3–0      | Euro 2000                                              |
| 7.  | 16 iunie 2000      | Stadionul Jan Breydel, Bruges             | Cehia             | 1–0   | 2–1      | Euro 2000                                              |
| 8.  | 28 iunie 2000      | Stadionul Regele Baudouin, Bruxelles      | Portugalia        | 1–1   | 2–1      | Euro 2000                                              |
| 9.  | 24 martie 2001     | Stade de France, Saint-Denis              | Japonia           | 2–0   | 5–0      | Meci amical                                            |
| 10. | 25 aprilie 2001    | Stade de France, Saint-Denis              | Portugalia        | 3–0   | 4–0      | Meci amical                                            |
| 11. | 6 octombrie 2001   | Stade de France, Saint-Denis              | Algeria           | 3–0   | 4–1      | Meci amical                                            |
| 12. | 27 martie 2002     | Stade de France, Saint-Denis              | Scoția            | 3–0   | 5–0      | Meci amical                                            |
| 13. | 16 octombrie 2002  | Ta' Qali National Stadium, Valletta       | Malta             | 1–0   | 4–0      | Preliminariile Campionatului European de Fotbal 2004   |
| 14. | 16 octombrie 2002  | Ta' Qali National Stadium, Valletta       | Malta             | 2–0   | 4–0      | Preliminariile Campionatului European de Fotbal 2004   |
| 15. | 29 martie 2003     | Stade Félix-Bollaert, Lens                | Malta             | 2–0   | 6–0      | Meci amical                                            |
| 16. | 29 martie 2003     | Stade Félix-Bollaert, Lens                | Malta             | 3–0   | 6–0      | Meci amical                                            |
| 17. | 30 aprilie 2003    | Stade de France, Saint-Denis              | Egipt             | 1–0   | 5–0      | Meci amical                                            |
| 18. | 30 aprilie 2003    | Stade de France, Saint-Denis              | Egipt             | 2–0   | 5–0      | Meci amical                                            |
| 19. | 18 iunie 2003      | Stade de Gerland, Lyon                    | Columbia          | 1–0   | 1–0      | Cupa Confederațiilor FIFA 2003                         |
| 20. | 22 iunie 2003      | Stade de France, Saint-Denis              | Noua Zeelandă     | 2–0   | 5–0      | Cupa Confederațiilor FIFA 2003                         |
| 21. | 26 iunie 2003      | Stade de France, Saint-Denis              | Turcia            | 1–0   | 3–2      | Cupa Confederațiilor FIFA 2003                         |
| 22. | 29 iunie 2003      | Stade de France, Saint-Denis              | Camerun           | 1–0   | 1–0      | Cupa Confederațiilor FIFA 2003                         |
| 23. | 6 septembrie 2003  | Stade de France, Saint-Denis              | Cipru             | 4–0   | 5–0      | Preliminariile Campionatului European de Fotbal 2004   |
| 24. | 11 octombrie 2003  | Stade de France, Saint-Denis              | Israel            | 1–0   | 3–0      | Preliminariile Campionatului European de Fotbal 2004   |
| 25. | 15 noiembrie 2003  | Veltins-Arena, Gelsenkirchen              | Germania          | 1–0   | 3–0      | Meci amical                                            |
| 26. | 21 iunie 2004      | Estádio Cidade de Coimbra, Coimbra        | Elveția           | 2–1   | 3–1      | Euro 2004                                              |
| 27. | 21 iunie 2004      | Estádio Cidade de Coimbra, Coimbra        | Elveția           | 3–1   | 3–1      | Euro 2004                                              |
| 28. | 13 octombrie 2004  | GSP Stadium, Nicosia                      | Cipru             | 2–0   | 2–0      | Calificările pentru Campionatul Mondial de Fotbal 2006 |
| 29. | 17 august 2005     | Stade de la Mosson, Montpellier           | Coasta de Fildeș  | 3–0   | 3–0      | Meci amical                                            |
| 30. | 7 septembrie 2005  | Lansdowne Road, Dublin                    | Republica Irlanda | 1–0   | 1–0      | Calificările pentru Campionatul Mondial de Fotbal 2006 |
| 31. | 9 noiembrie 2005   | Stade d'Honneur de Dillon, Fort-de-France | Costa Rica        | 3–2   | 3–2      | Meci amical                                            |
| 32. | 31 mai 2006        | Stade Félix-Bollaert, Lens                | Danemarca         | 1–0   | 2–0      | Meci amical                                            |
| 33. | 7 iunie 2006       | Stade Geoffroy-Guichard, Saint-Étienne    | China             | 3–1   | 3–1      | Meci amical                                            |
| 34. | 18 iunie 2006      | Zentralstadion, Leipzig                   | Coreea de Sud     | 1–0   | 1–1      | Calificările pentru Campionatul Mondial de Fotbal 2006 |
| 35. | 23 iunie 2006      | FIFA-WM-Stadion Köln, Köln                | Togo              | 2–0   | 2–0      | Calificările pentru Campionatul Mondial de Fotbal 2006 |
| 36. | 1 iulie 2006       | FIFA-WM-Stadion Frankfurt, Frankfurt      | Brazilia          | 1–0   | 1–0      | Calificările pentru Campionatul Mondial de Fotbal 2006 |
| 37. | 6 septembrie 2006  | Stade de France, Saint-Denis              | Italia            | 2–0   | 3–1      | Preliminariile Campionatului European de Fotbal 2008   |
| 38. | 11 octombrie 2006  | Stade auguste Bonal, Montbéliard          | Insulele Feroe    | 2–0   | 5–0      | Preliminariile Campionatului European de Fotbal 2008   |
| 39. | 15 noiembrie 2006  | Stade de France, Saint-Denis              | Grecia            | 1–0   | 1–0      | Meci amical                                            |
| 40. | 22 august 2007     | Štadión Antona Malatinského, Trnava       | Slovacia          | 1–0   | 1–0      | Meci amical                                            |
| 41. | 13 octombrie 2007  | Tórsvøllur, Tórshavn                      | Insulele Feroe    | 2–0   | 6–0      | Preliminariile Campionatului European de Fotbal 2008   |
| 42. | 17 octombrie 2007  | Stade de la Beaujoire, Nantes             | Lituania          | 1–0   | 2–0      | Preliminariile Campionatului European de Fotbal 2008   |
| 43. | 17 octombrie 2007  | Stade de la Beaujoire, Nantes             | Lituania          | 2–0   | 2–0      | Preliminariile Campionatului European de Fotbal 2008   |
| 44. | 21 noiembrie 2007  | Olimpiysky National Sports Complex, Kiev  | Ucraina           | 1–1   | 2–2      | Preliminariile Campionatului European de Fotbal 2008   |
| 45. | 13 iunie 2008      | Stade de Suisse, Berna                    | Țările de Jos     | 1–2   | 1–4      | Preliminariile Campionatului European de Fotbal 2008   |
| 46. | 10 septembrie 2008 | Stade de France, Saint-Denis              | Serbia            | 1–0   | 2–1      | Calificările pentru Campionatul Mondial de Fotbal 2010 |
| 47. | 14 octombrie 2008  | Stade de France, Saint-Denis              | Tunisia           | 1–1   | 3–1      | Meci amical                                            |
| 48. | 14 octombrie 2008  | Stade de France, Saint-Denis              | Tunisia           | 2–1   | 3–1      | Meci amical                                            |
| 49. | 5 septembrie 2009  | Stade de France, Saint-Denis              | România           | 1–0   | 1–1      | Calificările pentru Campionatul Mondial de Fotbal 2010 |
| 50. | 9 septembrie 2009  | Stadion FK Crvena Zvezda, Belgrad         | Serbia            | 1–1   | 1–1      | Calificările pentru Campionatul Mondial de Fotbal 2010 |
| 51. | 14 octombrie 2009  | Stade de France, Saint-Denis              | Austria           | 2–0   | 3–1      | Calificările pentru Campionatul Mondial de Fotbal 2010 |